# Pilangbango
Pilangbango is een bestuurslaag in het regentschap Madiun van de provincie Oost-Java, Indonesië. Pilangbango telt 3262 inwoners (volkstelling 2010).